# Eciton
Eciton là một chi kiến quân đội Tân thế giới có chứa các loài kiến quân đội quen thuộc nhất. Loài chủ yếu và nổi tiếng nhất là Eciton burchellii, cũng thường được gọi là kiến quân đội và được coi là loài điển hình.

## Loài
Chi này có các loài sau:
- Eciton burchellii (Westwood, 1842)
- Eciton drepanophorum Smith, 1858
- Eciton dulcium Forel, 1912
- Eciton hamatum (Fabricius, 1782)
- Eciton jansoni Forel, 1912
- Eciton lucanoides Emery, 1894
- Eciton mexicanum Roger, 1863
- Eciton quadriglume (Haliday, 1836)
- Eciton rapax Smith, 1855
- Eciton setigaster Borgmeier, 1953
- Eciton uncinatum Borgmeier, 1953
- Eciton vagans (Olivier, 1792)